# CJ ABe 2/6
De ABe 2/6 is een elektrisch treinstel van het Stadler Rail type GTW met lagevloerdeel bestemd voor het regionaal personenvervoer van de Chemins de fer du Jura (CJ).

## Geschiedenis
De treinen werden door Chemins de fer du Jura (CJ) besteld bij Stadler Rail.
Op 16 december 2011 ontspoorde treinstel ABe 631 als gevolg van een ongewaaide boom bij Tramelan op de spoorlijn tussen Tavannes en Le Noirmont.

## Constructie en techniek
Het treinstel is opgebouwd uit rijtuigen met een aluminium frame en een frontdeel van GVK. Het treinstel heeft een lagevloerdeel. Deze treinstellen kunnen tot drie stuks gecombineerd rijden.

### Namen
De treinen werden door de Chemins de fer du Jura (CJ) voorzien van de volgende namen:
- 631: Pouillerel
- 632: Mont Soleil
- 633: La Gruère
- 634: Le Tabeillon

## Treindiensten
Deze treinen werden door de Chemins de fer du Jura (CJ) ingezet op de volgende trajecten:
- Tavannes - Tramelan
- Saignelégier - La Chaux-de-Fonds
- Saignelégier - Glovelier
- Tramelan - Le Noirmont

## Foto's

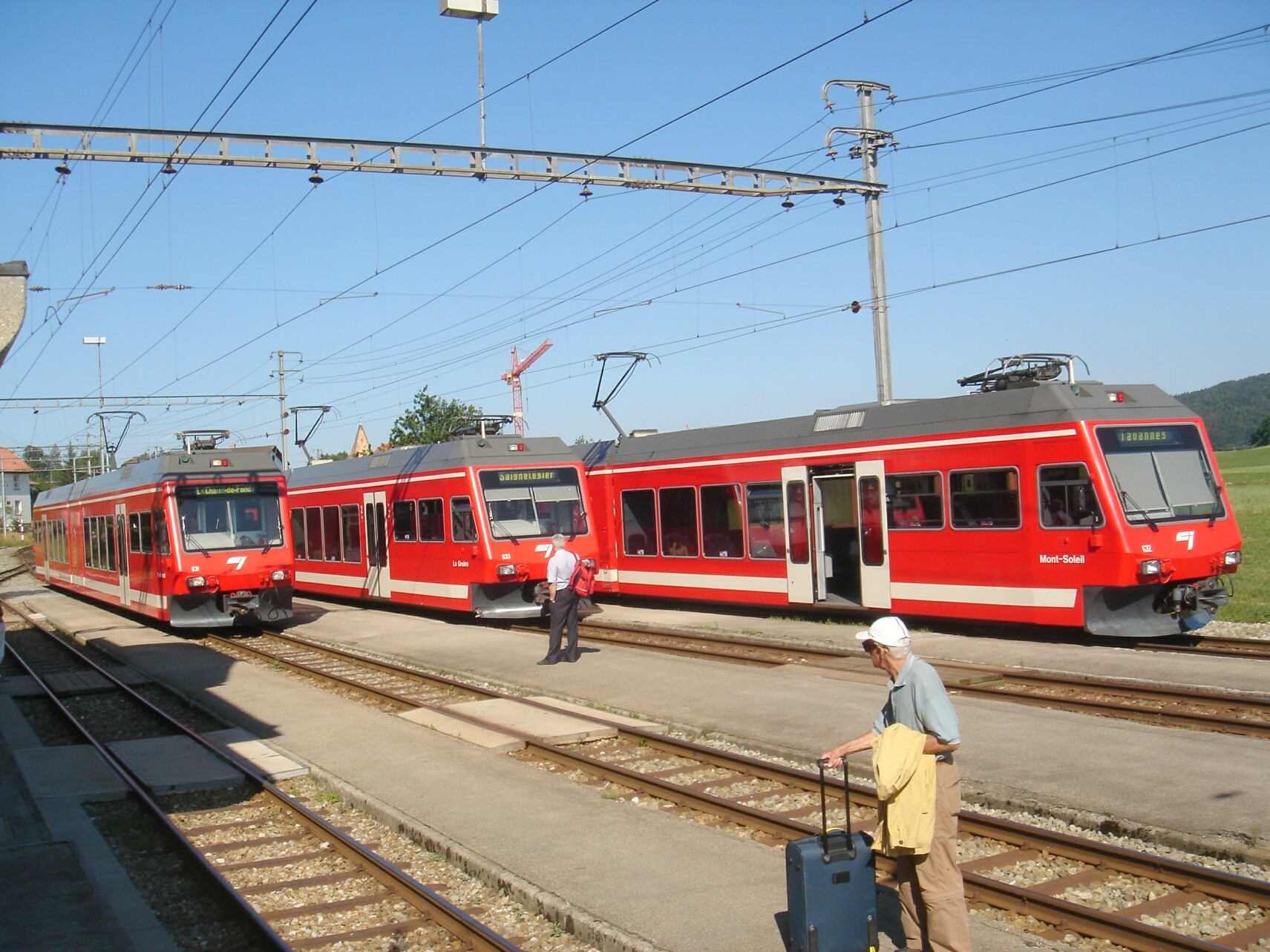
ABe 2/6 631, ABe 2/6 633 en ABe 2/6 632 op 19 juli 2006 in Le Noirmont
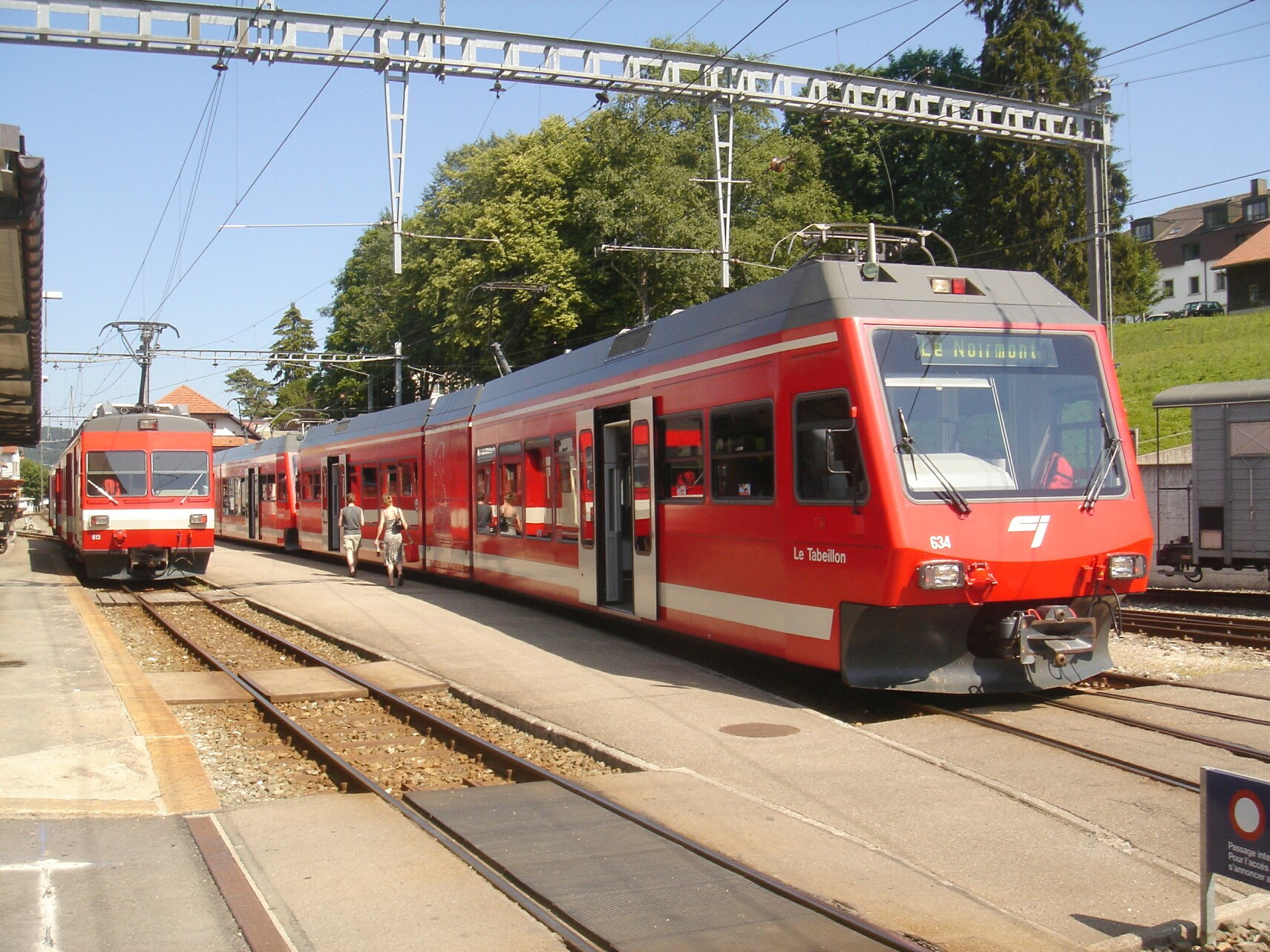
ABe 2/6 634 en ABe 2/6 631 naast BDe 4/4 613 op 19 juli 2006 in Tramelan

de voormalige spoorwegondernemingen Saignelégier-La Chaux-de-Fonds-Bahn (SC), Regional Porrentruy-Bonfol (RPB), Régional Saignelégier-Glovelier (RSG) en Tavannes-Le Noirmont-Bahn (CTN)